# Blackfish (Film)
Blackfish (deutscher Verweistitel Der Killerwal) ist ein US-amerikanischer Dokumentarfilm von Gabriela Cowperthwaite. Der Film beschäftigt sich mit dem Schicksal Tilikums, eines seit 1983 in Gefangenschaft lebenden Schwertwals, der am Tod dreier Personen beteiligt war. Der Film feierte am 19. Januar 2013 beim Sundance Film Festival seine Weltpremiere.

## Handlung
Der Dokumentarfilm thematisiert Tilikums Gefangennahme im Jahre 1983 vor der Küste Islands, die Auseinandersetzungen und Zwischenfälle mit anderen in Gefangenschaft lebenden Orcas im Sealand of the Pacific Park, Misshandlungen durch Trainer und weitere Vorfälle, wie zum Beispiel die damalige Haltung der Tiere über Nacht in einem winzigen Stahlbehälter, die laut Cowperthwaite zum Aggressionsverhalten des Tieres beigetragen haben. Untermauert werden ihre Thesen von Wissenschaftlern und ehemaligen Trainern und Mitarbeitern von SeaWorld. Des Weiteren werden die Gefahren gezeigt, die eine Haltung dieser Spezies in Gefangenschaft birgt, und Aussagen SeaWorlds wie beispielsweise, dass Orcas in Gefangenschaft eine längere oder zumindest gleich lange Lebenserwartung wie frei lebende Tiere hätten, als falsch dargestellt.

## Hintergrund
Cowperthwaite begann die Arbeit an dem Film, nachdem sie vom Tod Dawn Brancheaus (Tilikums Trainerin) gehört hatte. Vor allem aber war es eine Reaktion auf die Aussage, dass der Wal die Trainerin nur deshalb ins Wasser gezogen habe, weil Brancheau ihre Haare als Pferdeschwanz trug.
SeaWorld Entertainment weigerte sich, an der Produktion von Blackfish teilzunehmen, und sagte später, der Film entspreche nicht den Tatsachen:

Blackfish […] is inaccurate and misleading and, regrettably, exploits a tragedy […] [T]he film paints a distorted picture that withholds […] key facts about SeaWorld—among them…that SeaWorld rescues, rehabilitates and returns to the wild hundreds of wild animals every year, and that SeaWorld commits millions of dollars annually to conservation and scientific research.

„Blackfish […] ist ungenau, irreführend und beutet, bedauerlicherweise, eine Tragödie aus. Der Film zeichnet ein verzerrtes Bild […], das relevante Tatsachen vorenthält — unter anderem […], dass SeaWorld jedes Jahr hunderte wilde Tiere rettet, rehabilitiert und wieder in die Wildnis entlässt und dass SeaWorld Millionen von Dollar in den Naturschutz und die wissenschaftliche Forschung investiert.“

## Kritiken
Die Kritiken waren überwiegend positiv, was zu einer „Fresh-Bewertung“ mit 98 % auf Rotten Tomatoes führte, basierend auf 132 Rezensionen, sowie einer Wertung von 83 von 100 bei Metacritic, basierend auf 33 Kritiken. Bei der IMDb erhielt er eine Bewertung von 8,1/10, beruhend auf über 66.000 Bewertungen.

„Blackfish ist keine Dokumentation, die einen begeistert aus dem Kino entlässt. Auf spielfilmartige Nachstellungen verzichtet Cowperthwaite zum Glück gänzlich, stattdessen gibt es kurze, verstörende Ausschnitte der realen Unfallvideos zu sehen. Ihr Film hinterlässt seine Zuschauer also nicht hauptsächlich mit dem Gefühl gut unterhalten worden zu sein, sondern mit fundiertem Wissen und vermutlich auch einer bestimmten Meinung zu seinem Thema.“

Dennoch wird dem Film massive inhaltliche Fehlerhaftigkeit vorgeworfen. In einer 2014 veröffentlichten 32-seitigen Analyse beklagt Sea World Falschdarstellungen, insbesondere was die Cast-Mitglieder angeht, und Falschaussagen.

## Auswirkungen
Das Ende des 3D-Animationsfilms Findet Dorie wurde überarbeitet, nachdem Pixars Leiter der Kreativabteilung, John Lasseter und Andrew Stanton, den Film gesehen hatten. Die Darstellung eines Meeresparks im Film wurde verändert.
Die Reaktion auf den Dokumentarfilm veranlasste die Bands und Sänger Heart, Barenaked Ladies, Willie Nelson, Martina McBride, 38 Special, Cheap Trick, REO Speedwagon, Pat Benatar, The Beach Boys, Trace Adkins, Trisha Yearwood und Joan Jett ihre Auftritte in SeaWorld (Orlando) und Busch Gardens Tampa Bay abzusagen.
Tierschützer sehen einen Zusammenhang zwischen der Veröffentlichung von Blackfish und der Abnahme der Besucherzahl von SeaWorld in den USA zwischen Januar und März 2014 um 13 %.